# 大野氏 (豊後国)
大野氏（おおのし）は、日本の氏族。豊後国における有力な在地武士の一族、大神氏の支流の一つで、豊後国大野郡大野郷（現在の大分県大野郡大野町、朝地町あたり）を本拠とした。通字は「基」（もと）。

## 概要
詳しくは「大神氏」の項を参照のこと。
本流の大神氏(おおがし)、の子孫大神良臣が仁和2年（886年）に豊後介を任じられたが、その善政を慕った領民の願いによって、任期後にその子庶幾（これちか）が大野郡領としてとどめられ、子（曾孫とも）である惟基がその始祖となったとされている。そして、惟基の子のうち栄基が領地の名称である「大野」を苗字としたのが豊後国の大野氏の始まりである。以降の当主も引き続き「基」の字を通字として名前に用いた。
大神氏(おおがし)は、大友氏が入国する以前から豊後国における有力な在地武士の一族であったが、15代貞基の養子となって跡を継いだ著基（出自不詳）以降の当主が大友氏歴代当主（大友義鎮（宗麟）を除く）から偏諱を賜っていることから、途中から大友氏に仕えていたことがわかる。

## 歴代当主
（＊大友氏に仕え始めた16代著基以降、偏諱を与えた主君（当主）の人名を < の右側に示してある。 ）
- 大野栄基（よしもと） - 大神惟基の子。名は政基（まさもと）とも。
- 大野盛基（もりもと）
- 大野家基（いえもと）
- 大野泰基（やすもと）
- 大野能基（よしもと）
- 大野基定（もとさだ）
- 大野秀基（ひでもと）
- 大野保基（やすもと）
- 大野時基（ときもと）
- 大野親基（ちかもと）
- 大野宗基（むねもと）
- 大野賢基（かたもと）
- 大野勅基（のりもと）
- 大野基経（もとつね）
- 大野貞基（さだもと）
- 大野著基（あきもと） - 貞基の養子。 < 大友親著
- 大野直基（なおもと） < 大友持直
- 大野綱基（つなもと） < 大友親綱
- 大野隆基（たかもと） < 大友親隆
- 大野繁基（しげもと） < 大友親繁
- 大野親基（ちかもと） < 大友政親
- 大野右基（すけもと） < 大友義右
- 大野治基（はるもと） < 大友親治
- 大野長基（ながもと） < 大友義長
- 大野鑑基（あきもと） < 大友義鑑
- 大野統基（むねもと） < 大友義統
- 大野延基（のぶもと） < 大友義延
- 大野公基（きんもと）

## 主な支流
- 賀来氏
- 朽網氏
- 敷戸氏
- 大牟田氏
- 稗屋大野氏

※詳しい系図は「日本の苗字七千傑 大野氏系図」（以下外部リンクより）を参照。